# قائمة البنوك في سوريا
تتوزع البنوك في سوريا بين بنوك عامة مملوكة للدولة وبنوك خاصة تابعة للقطاع الخاص، حيث تشكل البنوك الخاصة النسبة الأكبر من القطاع المصرفي. تضم سوريا حوالي 21 بنكًا، منها 6 بنوك عامة، أبرزها المصرف التجاري السوري، إلى جانب 15 بنكًا خاصًا, تُقدم خدمات مصرفية متنوعة تشمل الحسابات الجارية والتوفير والقروض وتلبية احتياجات الأفراد والشركات.
```
هذه  
قائمة البنوك
 في 
سوريا
.
```

## البنك المركزي
- مصرف سورية المركزي

## البنوك الحكومية
| الشعار | الاسم                   | النوع    | التأسيس      | رأس المال            |
| ------ | ----------------------- | -------- | ------------ | -------------------- |
|        | المصرف التجاري السوري   | قطاع عام | أُسس سنة 1966 | 70 مليار ليرة سورية  |
|        | المصرف الصناعي          | قطاع عام | أُسس سنة 1958 | 10 مليار ليرة سورية  |
|        | المصرف الزراعي التعاوني | قطاع عام | أُسس سنة 1888 | 10 مليار ليرة سورية  |
|        | مصرف التسليف الشعبي     | قطاع عام | أُسس سنة 2005 | 1.5 مليار ليرة سورية |
|        | المصرف العقاري          | قطاع عام | أُسس سنة 1966 | 10 مليار ليرة سورية  |
|        | مصرف التوفير            | قطاع عام | أُسس سنة 1963 | 10 مليار ليرة سورية  |

## البنوك الخاصة
| الشعار | الاسم                          | النوع    | التأسيس      | رأس المال            |
| ------ | ------------------------------ | -------- | ------------ | -------------------- |
|        | بنك سورية والمهجر              | قطاع خاص | أُسس سنة 2004 | 8.6 مليار ليرة سورية |
|        | بنك بيمو السعودي الفرنسي       | قطاع خاص | أُسس سنة 2004 | 20 مليار ليرة سورية  |
|        | شهبا بنك                       | قطاع خاص | أُسس سنة 2005 | 6 مليار ليرة سورية   |
|        | بنك سورية والخليج              | قطاع خاص | أُسس سنة 2006 | 3 مليار ليرة سورية   |
|        | المصرف الدولي للتجارة والتمويل | قطاع خاص | أُسس سنة 2003 | 21 مليار ليرة سورية  |
|        | البنك العربي                   | قطاع خاص | أُسس سنة 2005 | 5 مليار ليرة سورية   |
|        | بنك قطر الوطني - سورية         | قطاع خاص | أُسس سنة 2009 | 15 مليار ليرة سورية  |
|        | بنك الشرق                      | قطاع خاص | أُسس سنة 2008 | 4 مليار ليرة سورية   |
|        | بنك الائتمان الأهلي            | قطاع خاص | أُسس سنة 2005 | 5.7 مليار ليرة سورية |
|        | بنك الأردن - سورية             | قطاع خاص | أُسس سنة 2008 | 3 مليار ليرة سورية   |
|        | مصرف فرنسبنك - سورية           | قطاع خاص | أُسس سنة 2009 | 5 مليار ليرة سورية   |

### البنوك الإسلامية
| الشعار | الاسم                       | النوع    | التأسيس      | رأس المال             |
| ------ | --------------------------- | -------- | ------------ | --------------------- |
|        | بنك سورية الدولي الإسلامي   | قطاع خاص | أُسس سنة 2007 | 15 مليار ليرة سورية   |
|        | بنك الشام                   | قطاع خاص | أُسس سنة 2007 | 6 مليار ليرة سورية    |
|        | بنك البركة - سورية          | قطاع خاص | أُسس سنة 2007 | 15 مليار ليرة - سورية |
|        | البنك الوطني الإسلامي سورية | قطاع خاص | أُسس سنة 2023 | 25 مليار ليرة سورية   |